# Empis pseudofasciculata
Empis pseudofasciculata is een vliegensoort uit de familie van de dansvliegen (Empididae). De wetenschappelijke naam van de soort is voor het eerst geldig gepubliceerd in 2000 door Syrovatka.